# Mercedes-Benz ML 320
Mercedes-Benz ML 320 — позашляховики, що виробляються компанією Mercedes-Benz з 1998 року. Існують такі покоління цієї моделі:
- Mercedes-Benz M (W163) (1998-2001);
- Mercedes-Benz M (W163) (2001-2005);
- Mercedes-Benz M (W164) (2005-2008).

## Опис
ML 320 має 3.0-літровий дизельний двигун V6 з турбонаддувом та безпосереднім впорскуванням палива на 224 к.с. До сотні автомобіль розганяється за 8.6 с. Працює двигун в парі з 7-ступінчастою АКПП.  Водіїв, які дбають про довкілля, порадують низькі показники викидів в атмосферу. Рівень витрати палива 9.4 л/100км. Автомобіль має систему приводу на чотири колеса.   

## Безпека
Mercedes-Benz ML320 CDI в 2008 році отримав 5-зірковий рейтинг водійського захисту в останньому звіті про безпеку використання автомобілів, що повідомляється щорічно Центром досліджень аварій в Університеті Монаш. Рейтинги оцінюються за даними про реальні аварії, які повідомляються поліцією в Австралії та Новій Зеландії.

## Огляд моделі

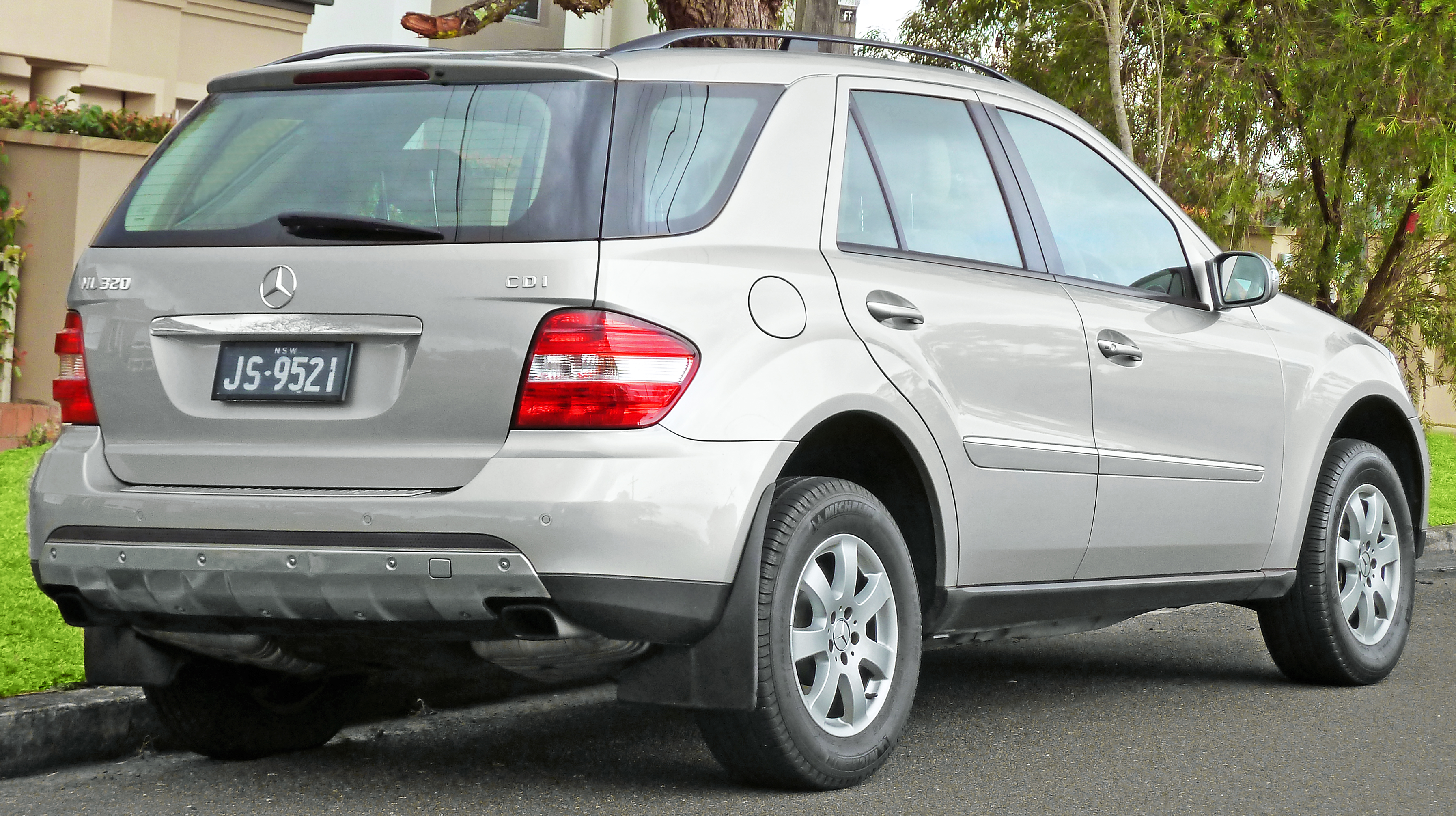
Mercedes-Benz ML 320 CDI (W 164) back
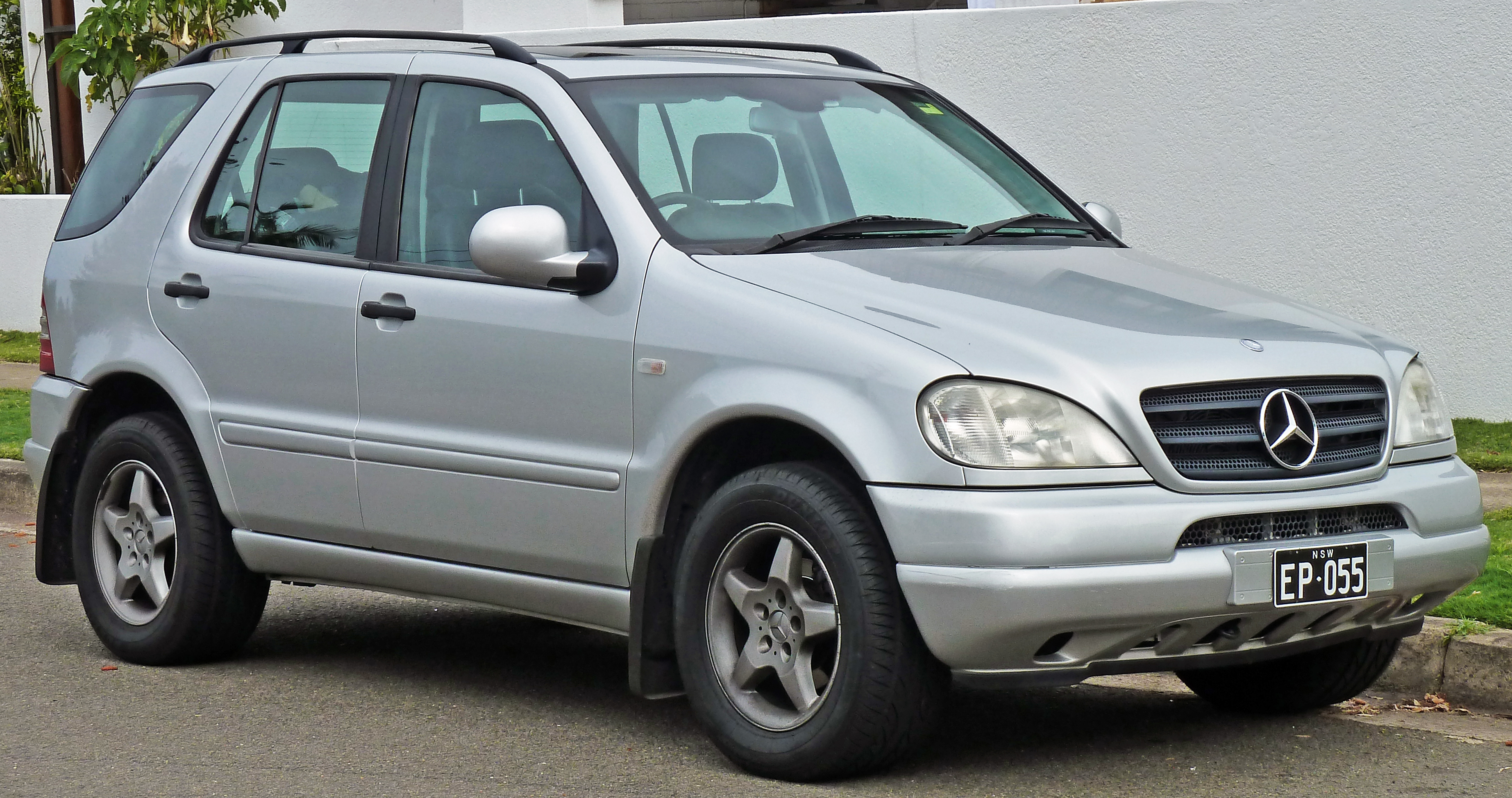
Mercedes-Benz ML 320 (W 163) front
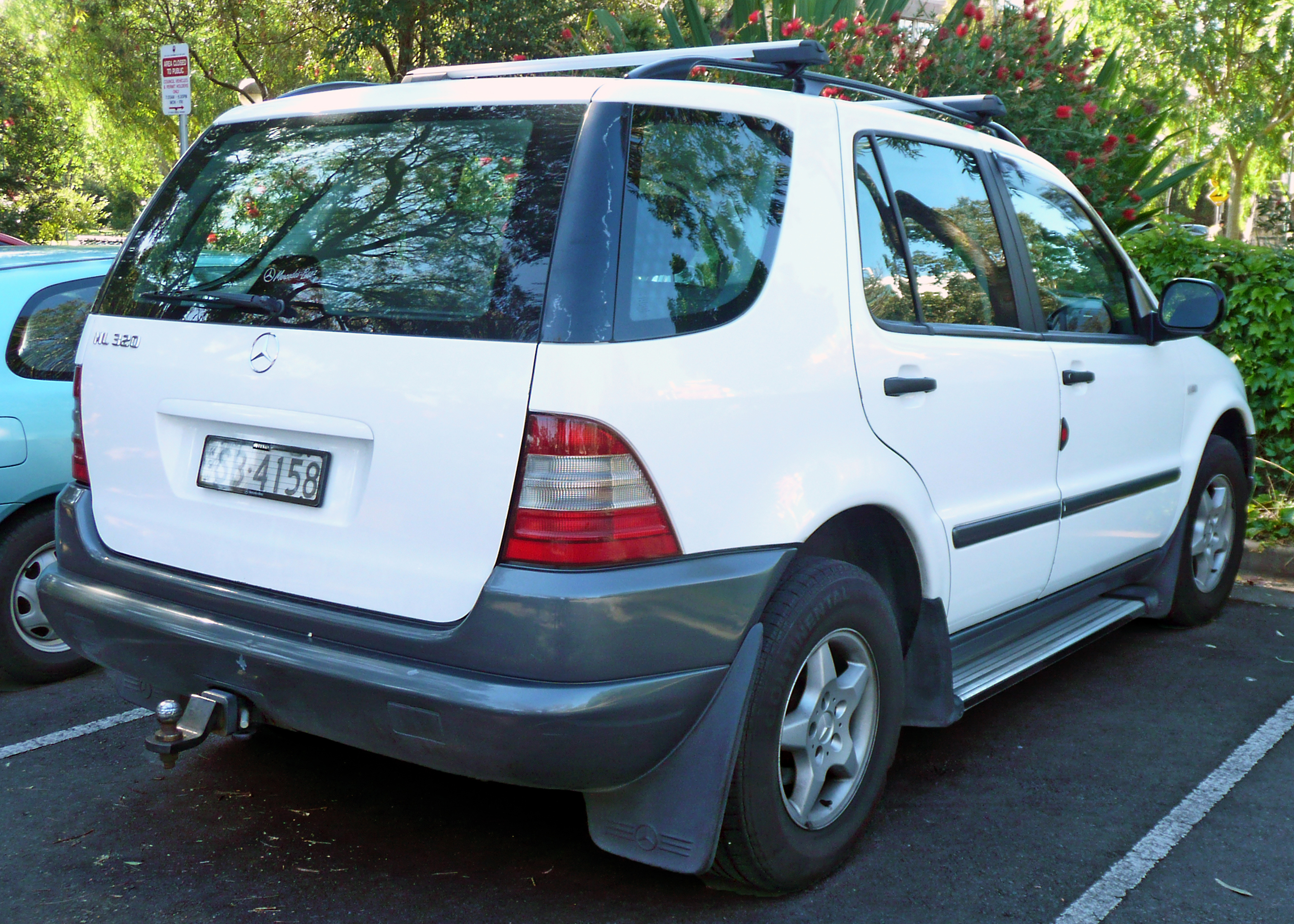
Mercedes-Benz ML 320 (W 163) back